# Erich Kästner-Schule (Bochum)
Die Erich Kästner-Schule ist eine Gesamtschule in Bochum. Sie ist benannt nach dem deutschen Schriftsteller Erich Kästner.

## Geschichte
Die Schule wurde 1971 als „Gesamtschule Bochum“ eröffnet. Sie war die zehnte von ursprünglich 30 Gesamtschulen in Nordrhein-Westfalen, die das damals noch neue Konzept einer Gesamtschule erproben sollten. Im Jahre 1982 wurde sie Regel-Gesamtschule. Zu ihrem Einzugsbereich zählt der Bochumer Süden, darunter die Stadtteile Querenburg, Wiemelhausen, Stiepel und Weitmar. Zeitweise hatte die Schule 2000 Schüler. Die Zahl ging auf 1200 im Jahre 2006 zurück. Mittlerweile ist die Zahl wieder auf 1300 Schüler angestiegen.
Das alte Gebäude der Schule war mit Polychlorierten Biphenylen (PCB) belastet. Die Stadt Bochum entschied sich im Dezember 2006 für einen Neubau für geplante 21 Millionen Euro Kosten nach einem Entwurf des Architekturbüros Rheinpark aus Köln. Die neue Schule wurde mit Beginn des Schuljahres 2010/2011 eröffnet. Im alten, 2016 schließlich abgerissenen Schulgebäude war zwischenzeitlich das Neue Gymnasium Bochum untergebracht.
Die Doppeljahrgänge 5/6, 7/8, 9/10 und die Oberstufe haben nach dem Neubau jeweils eigene Gebäude. Später wurde ein neues Kunstgebäude auf dem Campus eingeweiht. Die Schule besteht seitdem aus acht Einzelgebäuden.

## Konzept
Zu Beginn diente die Schule der Erprobung dieses in der Öffentlichkeit noch umstrittenen Schulkonzepts. Zu diesem Zeitpunkt war auch das Konzept der Ganztagsschule und Fünftagewoche mit Tagesverpflegung innovativ, um Schüler besser betreuen zu können, deren Eltern beide berufstätig waren. Die Schule verfügt seit den 1980er Jahren über einen Schulsozialdienst, genannt „Pädagogisch-psychologischer Dienst“. Neben den hier tätigen Sozialpädagogen gab es bis 2008 ebenfalls einen Schulpsychologen. Jede Klasse hat zwei Klassenlehrer, diese bilden mit den anderen Klassenleitungen eines Jahrgangs ein Jahrgangsteam. Jeder Jahrgang (außer der Oberstufe) ist, gemeinsam mit den Lehrern des Jahrgangsteams, auf einer eigenen Etage untergebracht – dies mit der Absicht, das Zusammengehörigkeitsgefühl zu stärken.
Mit Beginn des Schuljahrs 2011/2012 richtete die Erich Kästner-Schule eine integrativ arbeitende Klasse ein. Mittlerweile gibt es in jedem Jahrgang integrativ arbeitende Klassen.
An der Erich Kästner-Schule gilt seit dem Schuljahr 2014/2015 ein Tagesrhythmus mit 65-Minuten-Schulstunden.
Seit dem Schuljahr 2019/2020 wird ein Lernzeitenkonzept verfolgt, das dem Daltonplan abgeschaut ist. Hier haben alle Klassen der Sekundarstufe I täglich eine Stunde Lernzeit, in der Aufgaben nach zuvor von den Fachlehrern gestellten Lernplänen bei freier Wahl von Raum und Lehrkraft bearbeitet werden. Eine Ausweitung des Lernzeitenmodells auch auf die Sekundarstufe II war zum Schuljahr 2020/21 geplant, wurde aber aufgrund der Covid-19-Pandemie vorerst verschoben.

## Partnerschulen
Partnerschulen sind die Tapton School in Sheffield, einer Partnerstadt von Bochum, und das Collège Marcel Pagnol in Le Havre. Seit 2008 ist die Erich Kästner-Schule Comenius-Schule der EU mit Partnerschulen in Lecco (Italien), Mazamet (Frankreich), Rybnik (Polen), Slavkov u Brna (Tschechien) und Adana (Türkei).

## Auszeichnungen
Die Erich Kästner-Schule hat seit dem Jahr 2008 dreimal den Schulentwicklungspreis „Gute gesunde Schule“ gewonnen und gehört seit 2009 dem Netzwerk Schule ohne Rassismus – Schule mit Courage an. Im Jahr 2012 war die Schule Träger des deutschen Schulpreises.

## Persönlichkeiten (Schüler)
- Andrea Busche (* 1971), Abitur 1991, Politikerin
- Thilo Elsner (* 1971), Abitur 1990, Direktor Sternwarte Bochum, Lokalpolitiker und Jurist[4][5]
- Christoph Kammertöns (* 1966),  Abitur 1986, Musikwissenschaftler und Pädagoge
- Thomas Kammertöns (* 1967), Abitur 1987, Molekularbiologe und Krebsforscher[6][7][8]
- Sarah Knappik (* 1986), Abitur 2005, Reality-TV-Darstellerin und Model
- Anja Liedtke (* 1966), Abitur 1986, Schriftstellerin
- Marc Philipp (* 1986), Abitur 2006, Schauspieler und Zahnarzt
- Kerstin Pohl (* 1967), Abitur 1986, Politikwissenschaftlerin